# Émile Vuillemin
Pour les articles homonymes, voir Vuillemin.
Émile Alexandre Vuillemin, né le 2 février 1822 à Arc-sous-Cicon et mort le 18 janvier 1902 à Douai, est un ingénieur civil des mines. Il est directeur de la Compagnie des mines d'Aniche et est connu pour une cartographie du bassin houiller du Pas-de-Calais. La fosse Vuillemin a été ouverte à son honneur.

## Biographie
Émile Vuillemin naît le 2 février 1822.

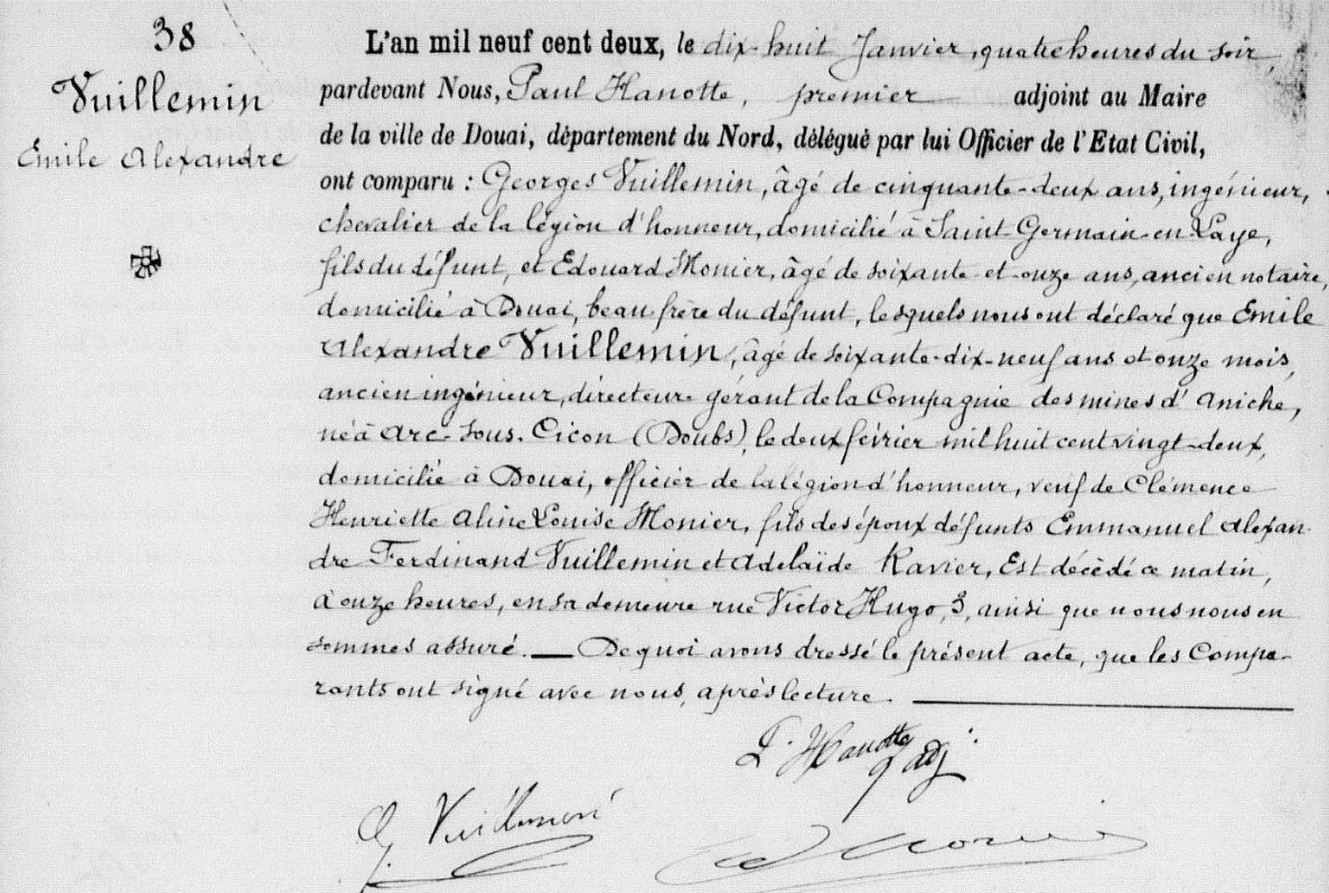
Acte de décès.

Diplômé en 1843 de l'École des mines de Saint-Étienne, il entre à la Compagnie des mines d'Aniche en 1845, et il en est le directeur pendant près de cinquante ans.
D'abord ingénieur-directeur des travaux de 1845 à 1855, il devient ensuite directeur et gérant commanditaire de la compagnie des mines d'Aniche. Il devient membre titulaire de la Société géologique du Nord le 22 décembre 1874. Il est blessé le 4 août 1895 lors de l'attentat d'Aniche, pendant les festivités commémorant le cinquantenaire de son entrée à la Compagnie des mines d'Aniche. Il se retire de sa fonction de gérant le 26 janvier 1896. Il cède sa place à Paul Lemay.
Émile Vuillemin est fait chevalier de l'ordre national de la Légion d'honneur le 11 août 1866 et est promu officier le 30 mai 1889.
Il meurt le 18 janvier 1902.

## Distinctions
- Officier de la Légion d'honneur (1889)

## Œuvres
- Émile Vuillemin, Les mines de houille d'Aniche : Exemple des progrès réalisés dans les houillères du nord de la France pendant un siècle, Paris, Éditions Dunod, 1878, 395 p. (BNF 31610380, lire en ligne).
- Émile Vuillemin, Le Bassin Houiller du Pas-de-Calais. Tome I : Histoire de la recherche, de la découverte et de l'exploitation de la houille dans ce nouveau bassin, Imprimerie L. Danel, Lille, 1880, 348 p. (lire en ligne), Texte disponible en ligne sur LillOnum
- Émile Vuillemin, Le Bassin Houiller du Pas-de-Calais. Tome II : Histoire de la recherche, de la découverte et de l'exploitation de la houille dans ce nouveau bassin, Imprimerie L. Danel, Lille, 1880, 410 p. (lire en ligne), Texte disponible en ligne sur LillOnum
- Émile Vuillemin, Le Bassin Houiller du Pas-de-Calais. Tome III : Histoire de la recherche, de la découverte et de l'exploitation de la houille dans ce nouveau bassin, Imprimerie L. Danel, Lille, 1883, 358 p. (lire en ligne)
- Émile Vuillemin, La Grève d'Anzin de février-mars-avril 1884, Lille, impr. de L. Danel, 1884, 86 p. (BNF 31610378)
- Émile Vuillemin, La Grève des houillères du Nord de la France d'octobre-novembre 1889, Lille, impr. de L. Danel, 1890, 117 p. (BNF 31610379)
- Émile Vuillemin, Nouvelle carte des bassins houillers du Nord et du Pas-de-Calais, Douai, P. Dutilleux, 1875, 82 p. (BNF 31610382)
- Émile Vuillemin, Statistique agricole, industrielle et commerciale de l'arrondissement de Douai : Extrait du Bulletin de la Société de l'industrie minérale, t. VIII, 4e livraison, 1863, Saint-Étienne, impr. de Vve Théolier aîné, 1864 (BNF 31610383)